# 王家庄乡 (原平市)
王家庄乡，是中华人民共和国山西省忻州市原平市下辖的一个乡镇级行政单位。

## 行政区划
王家庄乡下辖以下地区：
永兴村、安家庄村、王家庄村、中泥河村、西泥河村、石河村、西街村、前池村、后池村、南池村、东街村、河南村、旧村、关子村、界河铺村、龙泉庄村、板市村、下王庄村、弓家庄村、北街村和东泥河村。